# Dinu Lipatti
Dinu (Constantin) Lipatti (Bucarest, 19 de marzo de 1917 - Ginebra, 2 de diciembre de 1950) fue un pianista, compositor y pedagogo rumano. Fue elegido miembro post mortem de la Academia Rumana (1997). Su carrera fue cortada por su temprana muerte debido a la enfermedad de Hodgkin a los 33 años. A pesar de su corta carrera, es considerado el pianista rumano más importante y uno de los más destacados del siglo XX.

## Biografía
Lipatti nació en Bucarest en una familia con herencia musical: su padre era violinista, su madre era pianista y su padrino era el violinista y compositor George Enescu. Estudió en el Colegiul Naţional Gheorghe Lazăr (Colegio Gheorghe Lazăr). Participó en el Concurso Internacional de Piano de Viena en 1934, en el cual ocupó la segunda posición, lo que provocó que Alfred Cortot renunciara como jurado, ya que creía que Lipatti debería haber ganado. Luego de esto Lipatti estudió en París, siendo alumno de Cortot, Nadia Boulanger (junto con quien grabó lo Valses para piano Op. 39 de Johannes Brahms), Paul Dukas y Charles Munch.
La carrera de Lipatti fue interrumpida por la Segunda Guerra Mundial. Aunque continuó dando conciertos en Europa, incluyendo en países ocupados por los nazis, Lipatti abandonó Rumania en 1943 y se estableció en Ginebra (Suiza) con su esposa, donde aceptó una posición como profesor de piano en el Conservatorio de Música de Ginebra. Fue entonces cuando aparecieron los primeros síntomas de su enfermedad. Al principio, los doctores estaban confundidos, pero en 1947 fue diagnosticado con la enfermedad de Hodgkin.
Lipatti dio su recital final, el cual fue grabado, el 16 de septiembre de 1950 en Besanzón. Murió menos de tres meses más tarde. Fue enterrado en el cementerio de Chêne-Bourg.

## Repertorio
Lipatti es reconocido por sus interpretaciones de Frédéric Chopin, Wolfgang Amadeus Mozart y Johann Sebastian Bach, aunque también realizó grabaciones de Alborada del gracioso de Maurice Ravel, Franz Liszt, George Enescu, Concierto para piano de Robert Schumann y Concierto para piano en La menor de Edvard Grieg. Su grabación de los Valses de Chopin siguen siendo una de las favoritas de los seguidores de la música clásica.
Lipatti nunca grabó música de Beethoven. Sin embargo, es un mito que él no interpretó a Beethoven hasta la última parte de su carrera. De hecho, Lipatti interpretó el Concierto para piano n.º 5 en Bucarest en dos ocasiones durante la temporada 1940-41 e incluso pensaba realizar una grabación de éste para EMI en 1949. Sin embargo, esto no fue posible.
Sus grabaciones siguen teniendo plena vigencia después de medio siglo de su fallecimiento. A través de las mismas apreciamos un gran sentido musical, lo apreciamos como un verdadero poeta del teclado, con un sonido muy hermoso y un nivel técnico sobresaliente.

## Grabaciones notables
- Recital final en Besanzón (música de Bach, Mozart, Schubert y Chopin) (1950)
- Concierto para piano de Robert Schumann (con Ernest Ansermet y la Orchestre de la Suisse Romande) (1950)
- Valses de Frédéric Chopin (1948)
- Concierto para piano en La menor de Edvard Grieg (con Alceo Galliera y la Orquesta Philharmonia) (1948)
- Concierto para piano de Robert Schumann (con Herbert von Karajan y la Orquesta Philharmonia) (1947)
- Valses para piano Op. 39 de Johannes Brahms (con Nadia Boulanger) (1939)
- Grandes Pianistas del Siglo XX. Vol 65. Philips

## Distinción
- En 1997 fue elegido a título póstumo miembro de la Academia Rumana.[6]